# Hilde Kneip
Anna Margareta Hildegard Kneip (* 9. April 1912 in Düsseldorf; † 2. Oktober 1985 in Berlin-Friedrichshain) war eine deutsche Schauspielerin.

## Leben
Hilde Kneip wuchs in Düsseldorf auf. Sie war während des Zweiten Weltkrieges von 1942 bis 1944 am Deutschen Theater in den Niederlanden in Den Haag als festes Ensemblemitglied engagiert, dessen Vorstellungen besonders den Soldaten der Deutschen Wehrmacht vorbehalten waren. Von 1953 bis 1955 war sie am Berliner Kabarett-Theater Distel engagiert. Ab 1959 trat sie als Schauspielerin vor der Kamera in über 40 Film- und Fernsehproduktionen der DEFA und des Deutschen Fernsehfunks auf. Von 1967 bis 1982 war Hilde Kneip in einem großen Teil der 678 produzierten Folgen der beliebten Hörspielserie Neumann, zweimal klingeln auf Radio DDR I als Frau Scholz zu hören.
Hilde Kneip starb am 2. Oktober 1985 um 23 Uhr in Berlin-Friedrichshain im Alter von 73 Jahren. Sie wohnte zuletzt in der Kleine Andreasstraße 5 in Ost-Berlin. Kneip war nicht verheiratet.

## Filmografie (Auswahl)
- 1965: Der Staatsanwalt hat das Wort: Seriöser Erfinder sucht Teilhaber (Fernsehreihe)
- 1968: Wege übers Land (Fernseh-Mehrteiler)
- 1970: Effi Briest
- 1972: Florentiner 73
- 1974: Hallo Taxi
- 1974: Aber Vati! (Fernseh-Mehrteiler)
- 1975: Schwester Agnes
- 1975: Geschwister
- 1977: Polizeiruf 110: Trickbetrügerin gesucht (Fernsehreihe)
- 1980: Unser Mann ist König (Fernseh-Mehrteiler)
- 1981: Polizeiruf 110: Trüffeljagd
- 1981: Hochhausgeschichten (Fernseh-Mehrteiler)
- 1981: Jockei Monika (Fernseh-Mehrteiler)
- 1982: Familie Rechlin (Fernseh-Zweiteiler)
- 1983: Ferienheim Bergkristall: Silvester fällt aus
- 1983: Es geht einer vor die Hunde
- 1983: Spuk im Hochhaus (Fernseh-Mehrteiler)
- 1984: Ferienheim Bergkristall: Mach mal’n bißchen Dampf
- 1985: Zahn um Zahn (Fernsehserie, 1 Folge)
- 1985: Polizeiruf 110: Verführung
- 1985: Die Leute von Züderow (Fernseh-Mehrteiler)
- 1986: Polizeiruf 110: Ein großes Talent

## Theater
- 1943: Pedro Calderón de la Barca: Der Richter von Zalamea (Chispa, Marketenderin) – Regie: Hannes Razum  (Deutsches Theater in den Niederlanden Den Haag)
- 1943: Fritz Peter Buch: Die Mainacht (Mitglied einer Schauspieltruppe) – Regie: Karl Peter Biltz (Deutsches Theater in den Niederlanden Den Haag)
- 1953: Hurra, Humor ist eingeplant – Regie: Joachim Gürtner (Kabarett-Theater Distel Berlin)
- 1954: Mensch, fahr richtig! – Regie: Joachim Gürtner (Kabarett-Theater Distel Berlin)

## Hörspiele
- 1962: Günter Koch: Mord auf Bestellung – Regie: Hans Knötzsch (Hörspiel – Rundfunk der DDR)
- 1963: Joachim Goll: Eine kleine Hausmusik – Regie: Hans Knötzsch (Hörspiel – Rundfunk der DDR)
- 1964: Georg W. Pijet: Mietskaserne – Regie: Fritz-Ernst Fechner (Hörspiel – Rundfunk der DDR)
- 1968: Joachim Witte: Der Aufräumungseinsatz (Frau Scholz) – Regie: Joachim Gürtner (Hörspielreihe: Neumann, zweimal klingeln – Rundfunk der DDR)
- 1968: Werner Jahn: Mit Musik geht alles besser (Frau Scholz) – Regie: Joachim Gürtner (Hörspielreihe: Neumann, zweimal klingeln – Rundfunk der DDR)
- 1968: Gerhard Jäckel: Oma und die Untermieter  (Frau Scholz)  – Regie: Joachim Gürtner (Hörspielreihe: Neumann, zweimal klingeln – Rundfunk der DDR)
- 1968: Rolf Gumlich: Verliebt über anderthalb Ohren – Regie: Horst Gosse (Kinderhörspiel – Rundfunk der DDR)
- 1969: Edith Leonhardt: Die Feierabendbrigade (Frau Scholz) – Regie: Joachim Gürtner (Hörspielreihe: Neumann, zweimal klingeln – Rundfunk der DDR)
- 1969: Peter Brock: Die Verlobung (Frau Scholz) – Regie: (Hörspielreihe: Neumann, zweimal klingeln – Rundfunk der DDR)
- 1973: Linda Teßmer: Am schwarzen Mann (Mutter Westermeier) – Regie: Joachim Staritz (Hörspiel – Rundfunk der DDR)
- 1973: Brigitte Tenzler: Die Ordnungsstrafe (Frau Scholz) – Regie: Joachim Gürtner (Hörspielreihe: Neumann, zweimal klingeln – Rundfunk der DDR)
- 1974: Giorgio Bandini: Der verschollene Krieger (Frauenstimme) – Regie: Peter Groeger (Hörspiel – Rundfunk der DDR)
- 1976: Adolf Glaßbrenner: Antigone in Berlin (Zuschauer im Parkett) – Regie: Werner Grunow (Hörspiel (Kunstkopf) – Rundfunk der DDR)
- 1976: Hans Skirecki: Hinter Wittenberge – Regie: Barbara Plensat (Hörspiel – Rundfunk der DDR)
- 1978: Inge Ristock: Neue Aufregung um Jörg (Frau Scholz) – Regie: Inge Ristock (Hörspielreihe: Neumann, zweimal klingeln – Rundfunk der DDR)
- 1979: Charles Dickens: Der ungebetene Gast (Mrs. Ditcher) – Regie: Horst Liepach (Kinderhörspiel –  Rundfunk der DDR)
- 1980: Lia Pirskawetz: Stille Post – Regie: Horst Liepach (Biografie – Rundfunk der DDR)
- 1981: Peter Brasch: Der Wolf und Rotkäppchen in der Stadt (Fußgängerin) – Regie: Joachim Siebenschuh (Kinderhörspiel – Litera)
- 1983: Horst Ulbricht: Kinderlitzchen (Oma) – Regie: Peter Groeger (Hörspiel – Rundfunk der DDR)
- 1985: Hans Siebe: Feuersteine (Kundin) – Regie: Werner Grunow (Kriminalhörspiel – Rundfunk der DDR)